# Allium struzlianum
Allium struzlianum är en amaryllisväxtart som beskrevs av Marina E. Oganesian. Allium struzlianum ingår i släktet lökar, och familjen amaryllisväxter. Inga underarter finns listade i Catalogue of Life.